# Сецадио
Сеца̀дио (на италиански: Sezzadio; на пиемонтски: Atzè, Атце) е село и община в Северна Италия, провинция Алесандрия, регион Пиемонт. Разположено е на 127 m надморска височина. Населението на общината е 1282 души (към 2010 г.).